# Relações entre Essuatíni e Rússia
Relações entre Rússia e Essuatíni são as relações bilaterais entre os povos da Rússia e de Essuatíni (ex-Suazilândia).
Em 5 de setembro de 1968, um dia antes Essuatíni ganhou a independência do Reino Unido, a União Soviética enviou um telegrama ao governo Suázi reconhecendo o Reino, e se ofereceu para estabelecer relações diplomáticas. Em 1970, os diplomatas soviéticos que foram credenciados para Moçambique viajaram para Essuatíni em uma base não-oficial, e levantou a questão do estabelecimento de relações oficiais entre os países.  Rei Suazi  Sobhuza II, sob a pressão do governo Sul-Africano, recusou-se a estabelecer tais relações. 

Em 3 de maio de 1995, o presidente russo, Boris Yeltsin emitiu um decreto presidencial instruindo o Ministério dos Negócios Estrangeiros russo para preparar as notas necessárias para estabelecer relações diplomáticas com o Reino. Em 19 de Novembro de 1999, a Federação da Rússia e Essuatíni oficialmente estabeleceram relações diplomáticas, quando os embaixadores dos dois países  reuniram-se em Maputo e trocaram notas diplomáticas 

Em 2008, o comércio bilateral ascendeu a cerca de US $ 1 milhão, acima do valor de 2007, de US $ 644.000.
Até 2009, 20 cidadãos de Essuatíni receberam ensino superior na Rússia, sob um programa de bolsas do governo russo. 

O embaixador da Rússia para Moçambique é simultaneamente credenciado para Essuatíni, com residência em Maputo. O atual embaixador em Essuatíni é Igor Popov, que foi nomeado pelo presidente russo, Vladimir Putin, em 1 de junho de 2006, e apresentou suas Cartas Credenciais ao Rei Mswati III de Essuatíni, em 27 de Julho de 2006. Essuatíni não tem representação diplomática para a Rússia. 